# Eugene Lang
Pour les articles homonymes, voir Lang.
Eugene Michael Lang, né le 16 mars 1919 et décédé le 8 avril 2017, est un philanthrope américain.

## Biographie
Il est le fondateur de REFAC Technology Development Corporation en 1951. REFAC détenait des brevets relatifs aux écrans à cristaux liquides, aux guichets automatiques, aux systèmes de vérification de cartes de crédit, aux lecteurs de codes à barres, à la vidéo des magnétophones, des lecteurs de cassettes, des caméscopes, des claviers électroniques et des feuilles de calcul, et a intenté des milliers de poursuites contre d'autres sociétés pour obtenir des frais de licence ou des règlements à l'amiable,, une pratique commerciale souvent qualifiée de Patent troll. Il était également président du conseil d'administration du Swarthmore College.